# Sonidos de Korotkov

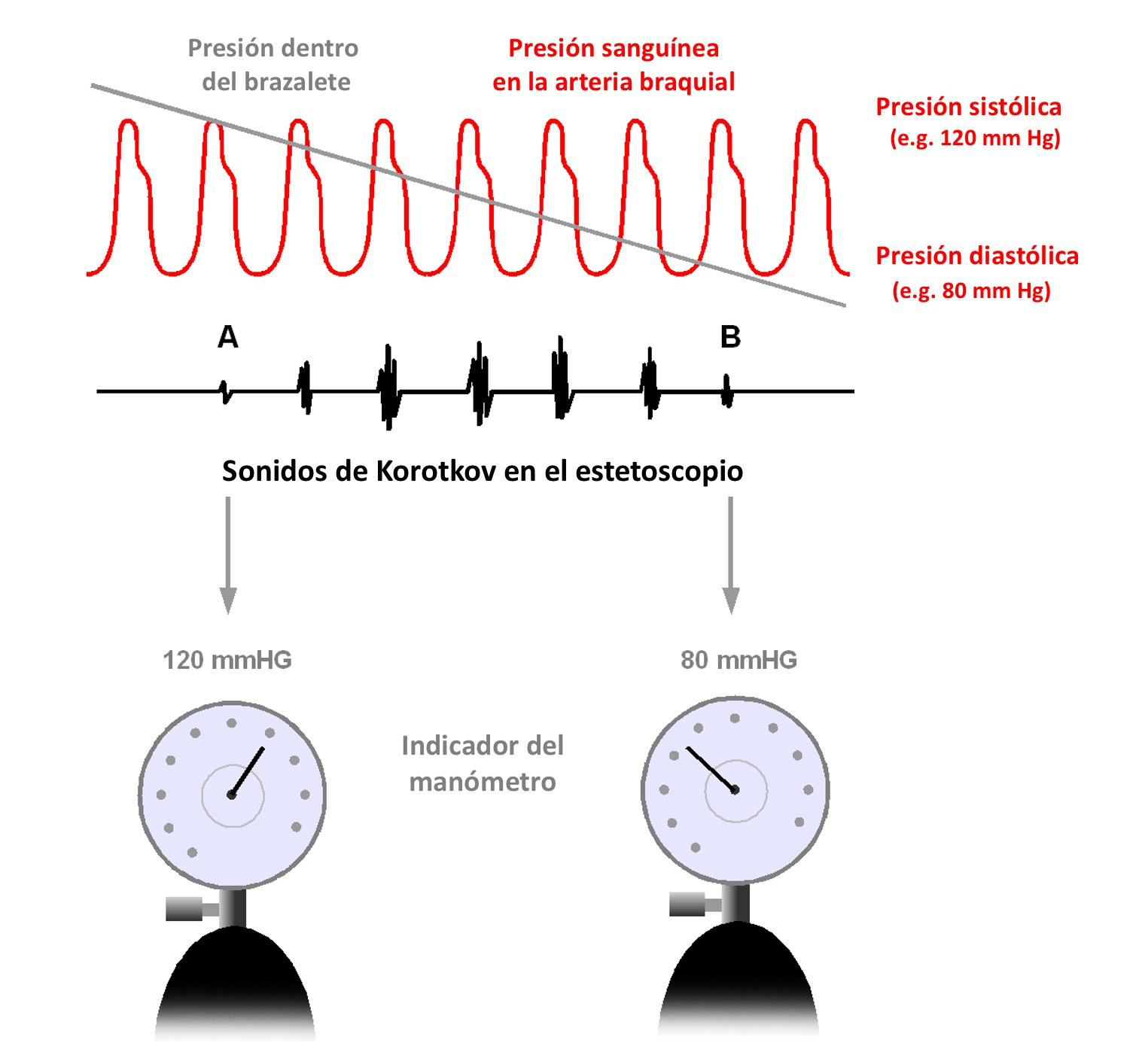
Medición de la presión sanguínea usando el método auscultatorio basado en el (primer) ruido de Korotkov.

Los sonidos (o ruidos) de Korotkov son los sonidos que el personal de salud escucha durante la toma y determinación de la presión sanguínea, usando un procedimiento no invasivo. Fueron denominados así por el  médico ruso Nikolái Korotkov, quien los describió en 1905 cuando trabajaba en la Academia Médica Imperial en San Petersburgo. Son los sonidos que se escuchan mediante el estetoscopio durante la esfigmomanometría. El sonido de Korotkov indica el sonido de la contracción auricular, también conocida como el segmento P, o como la sístole auricular.

## Descripción
Los sonidos oídos durante la medición de la presión sanguínea no son iguales a los latidos en forma de “lub” y "dup” del corazón, que se deben al cierre de sus válvulas. En una persona normal, sin ninguna patología arterial, al colocar la membrana del estetoscopio sobre la arteria radial entre el tendón del músculo flexor radial del carpo medialmente y el tendón del músculo braquiorradial lateralmente, canal del pulso, no se oirá ningún sonido. Cuando el corazón late, estos pulsos son transmitidos suavemente en flujo de sangre laminar (no turbulento) a través de las arterias y no produciéndose ningún sonido audible.
Si el brazalete (manguito) de un esfigmomanómetro se coloca alrededor del brazo de un paciente, y se insufla hasta alcanzar una presión por encima de su presión sanguínea sistólica no habrá un sonido audible. Esto es porque la presión en el brazalete es suficientemente alta para ocluir totalmente el flujo de sangre. Si se ejemplifica, sería similar a un tubo o a una pipa flexible con líquido, que se está apretando para mantenerlo cerrado.
Si la presión cae a un nivel inferior de la presión sanguínea sistólica del paciente, se oirá el primer sonido de Korotkov. Como la presión en el brazalete es igual que la presión producida por el corazón, una cierta cantidad de sangre podrá pasar a través del brazo. Esta sangre, fluye a chorro cuando la presión en la arteria se eleva sobre la presión en el brazalete y después vuelve a caer, provocando una turbulencia que resulta en un sonido audible.
A medida que desciende la presión del brazalete, se oyen fuertes ruidos de golpeteo mientras esta presión está entre la sistólica y la diastólica, pues la presión arterial se mantiene elevándose por arriba y volviendo a caer por debajo de la presión en el brazalete.
Cuando la presión del brazalete decae, los sonidos cambian en calidad, hasta llegar al silencio que ocurre cuando la presión del brazalete cae por debajo de la presión sanguínea diastólica. En este momento, el brazalete no proporciona ninguna restricción al flujo de sangre, permitiendo que la sangre pase sin turbulencias y sin producir ningún otro sonido audible.

## Las cinco fases de Korotkov
Korotkov dividió los sonidos escuchados en 5 fases:
- Primero: es el sonido de rotura, oído primero en la presión sistólica
- Segundo: son los murmullos oídos en la mayor parte del espacio entre las presiones sistólicas y diastólicas.
- Tercero y Cuarto: se oyen en presiones dentro de 10 mmHg sobre la presión sanguínea diastólica, descritos ambos como "golpeando pesadamente" y "acallando".
- Quinto: es el silencio que se oye a medida que la presión del brazalete cae debajo de la presión sanguínea diastólica.

## Presión sistólica y diastólica
Tradicionalmente, la presión sanguínea sistólica es tomada como la presión en la cual el primer sonido de Korotkov es oído por primera vez, y la presión sanguínea diastólica es la presión en la cual el cuarto sonido de Korotkov es apenas audible. Sin embargo, recientemente (desde el año 2000 en adelante), ha habido un movimiento hacia el uso del 5.º sonido de Korotkov, es decir el silencio, como la presión sanguínea diastólica, dado que éste se ha sentido como más reproducible.